# Meticonaxius soelae
Meticonaxius soelae is een tienpotigensoort uit de familie van de Micheleidae. De wetenschappelijke naam van de soort is voor het eerst geldig gepubliceerd in 1992 door Sakai.